# Theganopteryx dimorpha
Theganopteryx dimorpha es una especie de cucaracha del género Theganopteryx, familia Ectobiidae.

## Distribución
Esta especie se encuentra en Costa de Marfil.